# Voetbalkampioenschap van Midden-Elbe
Het voetbalkampioenschap van Midden-Elbe was een van de regionale voetbalcompetities van de Midden-Duitse voetbalbond, die bestond van 1905 tot 1933. De kampioen plaatste zich telkens voor de Midden-Duitse eindronde en maakte zo ook kans op de nationale eindronde. Van 1900 tot 1905 speelden de clubs uit Maagdenburg in de Maagdenburgse stadscompetitie. Vanaf 1905 werd die ook open voor een groter gebied, al speelden aanvankelijk nog enkel Maagdenburgse clubs in de hoogste klasse.
In 1919 werd de competitie samengevoegd met de competities van  Altmark, Anhalt, Harz. Omdat de competitie van Midden-Elbe de sterkste was mochten uit deze competitie de meeste clubs deelnemen en zij domineerden ook de competitie. In 1923 werd beslist om de competities terug op te splitsen en de competitie van Midden-Elbe werd zo nieuw leven in geblazen.
In 1933 kwam de Nationaalsocialistische Duitse Arbeiderspartij aan de macht en werden de overkoepelende voetbalbonden en hun talloze onderverdelingen opgeheven om plaats te maken voor de nieuwe Gauliga Mitte.

## Erelijst
- 1906 Magdeburger FC Viktoria
- 1907 Magdeburger FC Viktoria
- 1908 Magdeburger FC Viktoria
- 1909 Magdeburger FC Viktoria
- 1910 FuCC Cricket-Viktoria 1897 Magdeburg
- 1911 FuCC Cricket-Viktoria 1897 Magdeburg
- 1912 FuCC Cricket-Viktoria 1897 Magdeburg
- 1913 FuCC Cricket-Viktoria 1897 Magdeburg
- 1914 FuCC Cricket-Viktoria 1897 Magdeburg
- 1915 Magdeburger SV Viktoria (officieus)
- 1916 Magdeburger SV Viktoria
- 1917 Magdeburger SV Viktoria
- 1918 FuCC Cricket-Viktoria 1897 Magdeburg
- 1919 SC Preußen-Wacker Magdeburg
- 1924 FV Fortuna 1911 Magdeburg
- 1925 FuCC Cricket-Viktoria 1897 Magdeburg
- 1926 FV Fortuna 1911 Magdeburg
- 1927 SuS Magdeburg
- 1928 FuCC Cricket-Viktoria 1897 Magdeburg
- 1929 FuCC Cricket-Viktoria 1897 Magdeburg
- 1930 FV Fortuna 1911 Magdeburg
- 1931 FV Fortuna 1911 Magdeburg
- 1932 FV Fortuna 1911 Magdeburg
- 1933 FV Fortuna 1911 Magdeburg

### Seizoenen
Onderstaand overzicht vanaf 1900 tot 1933, behalve het seizoen 1918/19 dat onbekend is. Seizoenen Maagdenburgse voetbalbond (1900-1905) erbij geteld omdat competitie van Midden-Elbe een verderzetting was daarvan. Ook seizoenen Elbe (1919-1923) erbij geteld. In seizoen 1919/20 was de Midden-Elbegroep een onderdeel van de competitie en de overige drie seizoenen vertegenwoordigden zij het merendeel van de aantal deelnemers. 
| Club                                 | /32 | Periode (1900-1918, 1919-1933)                        |
| ------------------------------------ | --- | ----------------------------------------------------- |
| FuCC Cricket-Viktoria 1897 Magdeburg | 32  | 1900-1918, 1919-1933                                  |
| SV Viktoria 96 Magdeburg             | 32  | 1900-1918, 1919-1933                                  |
| Magdeburger SC 1900                  | 30  | 1902-1918, 1919-1933                                  |
| Magdeburger SC Germania 1898         | 23  | 1900-1904, 1919-1921, 1923-1925, 1926-1930, 1932-1933 |
| Magdeburger SC Preußen 1899          | 21  | 1906-1908, 1913-1918, 1919-1933                       |
| SuS 1898 Magdeburg                   | 14  | 1919-1933                                             |
| Burger FC 02 Preußen                 | 13  | 1909-1914, 1919-1920, 1922-1929                       |
| FC Weitstoß 1898 Magdeburg           | 12  | 1903-1910, 1913-1918                                  |
| FV Fortuna 1911 Magdeburg            | 12  | 1921-1933                                             |
| SV Favorit Magdeburg                 | 6   | 1927-1933                                             |
| MFC Komet Magdeburg 1908             | 5   | 1914-1918, 1925-1926                                  |
| VfB 1906 Schönebeck                  | 5   | 1928-1933                                             |
| VfL Neuhaldensleben                  | 5   | 1925-1928, 1929-1931                                  |
| Magdeburger FC Viktoria 1896 II      | 4   | 1900-1903, 1904-1905                                  |
| SpVgg Magdeburg                      | 4   | 1914-1918                                             |
| SV 09 Staßfurt                       | 4   | 1928-1930, 1931-1933                                  |
| Magdeburger SC von 1895              | 3   | 1902-1905                                             |
| FC Weitstoß Schönebeck               | 3   | 1914-195, 1917-1918, 1919-1920                        |
| FC Viktoria 09 Stendal               | 3   | 1920-1923                                             |
| SV 07 Bernburg                       | 3   | 1920-1923                                             |
| FC Germania 1900 Halberstadt         | 3   | 1920-1923                                             |
| VfL 1912 Genthin                     | 3   | 1924-1927                                             |
| FuCc Cricket-Viktoria Magdeburg II   | 2   | 1900-1902                                             |
| FC Eintracht Magdeburg               | 2   | 1914-1916                                             |
| SpVgg 1919 Calbe                     | 2   | 1930-1932                                             |
| SC Nordfront 1908 Magdeburg          | 2   | 1914-1915, 1923-1924                                  |
| Schönebecker FC Viktoria             | 1   | 1901-1902                                             |
| FC Wacker Magdeburg                  | 1   | 1911-1912                                             |
| VfB Staßfurt                         | 1   | 1928-1929                                             |
| TSV 1888 Dessau                      | 1   | 1920-1921                                             |
| SV Dessau 05                         | 1   | 1921-1922                                             |
| Burger BC Hohenzollern               | 1   | 1914-1915                                             |
| Germania 1907 Calbe                  | 1   | 1914-1915                                             |
| SC Schönbecker Germania              | 1   | 1914-1915                                             |

Magdeburg: 1900/01 · 1901/02 · 1902/03 · 1903/04 · 1904/05 

Midden-Elbe: 1905/06 · 1906/07 · 1907/08 · 1908/09 · 1909/10 · 1910/11 · 1911/12 · 1912/13 · 1913/14 · 1914/15 · 1915/16 · 1916/17 · 1917/18 · 1918/19 · 1919-1923 · 1923/24 · 1924/25 · 1925/26 · 1926/27 · 1927/28 · 1928/29 · 1929/30 · 1930/31 · 1931/32 · 1932/33